# Loup gris (mythologie)
 (mai 2024).
Le loup gris ( vieux turc : Böri) est un animal sacré et un symbole national dans la mythologie turque.

## Importance du loup gris
Le loup Ashina (Kökböri) fait partie de l'histoire d'origine de toutes les tribus turques et mongoles. Les Göktürks ont un loup sur leur drapeau bleu. Il représente la guerre, l'esprit de guerre, la liberté, la vitesse, la nature. Selon leurs croyances, lorsque quelque chose arrive à la nation turque, lorsqu'une menace surgit, le loup apparaît et les guide. Ils plaçaient des poteaux dorés surmontés de têtes de loup devant leurs tentes pour les protéger. Leurs esprits guerriers prirent l’apparence de loups. Un monument turc en pierre du VIe siècle représente un garçon tétant le lait d'un loup.
Dans la culture folklorique turque, on croit que le fait de porter une dent de loup dans sa poche protège du mauvais œil. Dans les documents Iakoutes, le loup gardien est appelé Bosko. Pour les Kirghizes, voir un loup en marchant dans la steppe est un signe de chance et de sécurité. Voir un loup en rêve était également un bon signe. Ils avaient l'habitude de mettre des dents ou des peaux de loup sous leurs oreillers pour protéger la femme enceinte du mauvais œil. Plonger dans un troupeau de moutons ou entrer dans une grange était considéré comme une faveur faite au loup. Selon la mythologie bachkire, un loup est tombé devant les anciens Bachkirs et leur a montré le chemin. C'est pourquoi on les appelait Bashkirs, ce qui signifie « avec un loup sur la tête ».